# Florian Sump
 (mars 2025).
Si vous disposez d'ouvrages ou d'articles de référence ou si vous connaissez des sites web de qualité traitant du thème abordé ici, merci de compléter l'article en donnant les références utiles à sa vérifiabilité et en les liant à la section « Notes et références ».
En pratique : Quelles sources sont attendues ? Comment ajouter mes sources ?
Florian Sump, né le 26 juin 1981 à Flensbourg, est un musicien allemand. Il vit à Hambourg et à fondé le groupe Deine Freunde en étant le rappeur du groupe

## Biographie
Pendant ses années d'école à la Flensburg-Adelby Cooperative Comprehensive School (KGS Adelby, Kurt Tucholsky School depuis 1993) à Flensbourg, il fonde en 1991 un groupe avec Kai Fischer, dans lequel il joue comme batteur. Kim Frank, Andreas Puffpaff et Gunnar Astrup ont ensuite été ajoutés. Sous le nom d'Echt, ils ont pu s'imposer comme musiciens pop dans les charts allemands entre 1998 et 2002. Sump a également servi de parolier pour le groupe.
Après la séparation du groupe, il enchaîne les petits boulots comme vendeur de saucisses, vidéoclub, aide au déménagement et nettoyeur. Parallèlement, sous le pseudonyme de Jim Pansen, il travaille sur des projets musicaux solo dans les domaines du rap et du hip-hop et recommence à sortir de la musique en 2007.
Depuis 2008, il travaille comme éducateur dans une crèche de Hambourg,, ce qui a fait l'objet du documentaire télévisé Flo and his Hip Hop Kids de Christian Mertens en 2011.
En 2012, il fonde avec Markus Pauli et Lukas Nimscheck le groupe Deine Freunde, qui figure depuis régulièrement dans les charts. Dans la huitième saison de l'émission Sat.1 The Voice Kids en 2020, Sump est apparu comme l'un des quatre entraîneurs avec son coéquipier Lukas Nimscheck.
En 2023, il a joué un rôle de premier plan dans un documentaire musical en trois parties très acclamé ECHT - Our Youth de son ancien groupe Echt.

## Discographie

### Echt
Discographie de Echt

### Jim Pansen
- 2008: Jim Pansen und die verbotene Frucht.

### Deine Freunde
Discographie de Deine Freunde

## Référence
1. laut.de: Jim Pansen und die Verbotene Frucht, 2008
2. Ich habe die Band geliebt. die tageszeitung, 20. November 2011
3. Ich bin ein sehr guter Wickler, Der Tagesspiegel, 10. Februar 2013
4. "The Voice Kids"-Show 2020 mit neuer Jury. Abgerufen am 6. Januar 2020

## Liens
Florian Sump sur MusicBrainz